# شهرستان رازنگ پودلاسکی
شهرستان رازنگ پودلاسکی (به لهستانی: Powiat Radzyń Podlaski) یک شهرستان در لهستان است که در استان لوبلین واقع شده‌است. شهرستان رازنگ پودلاسکی ۹۶۵٫۲۱ کیلومتر مربع مساحت و ۶۱٬۴۴۵ نفر جمعیت دارد.